# 199 Byblis
För andra betydelser, se Byblis.
199 Byblis eller 1971 WB är en asteroid i huvudbältet som upptäcktes den 9 juli 1879 i Clinton, New York av den tysk-amerikanske astronomen Christian H. F. Peters
. Asteroiden är namngiven efter Byblis i den grekiska mytologin.